# جوآن آدم بدی است
جوآن آدم بدی است (به انگلیسی: Joan Is Awful)، نخستین قسمت از فصل ششم مجموعه آنتولوژی علمی‌تخیلی بریتانیایی آینه سیاه است. فیلم‌نامه این قسمت توسط خالق سریال آینه سیاه یعنی چارلی بروکر نوشته شده و اَلی پنکیو وظیفه کارگردانی آن را برعهده داشته‌است. انی مورفی، سلما هایک و مایکل سرا از جمله بازیگران این اپیزود هستند. جوآن آدم بدی است مثل دیگر اپیزودهای فصل ششم در تاریخ ۱۵ ژوئن ۲۰۲۳ توسط نت‌فلیکس منتشر شد. بروکر در این قسمت تلاش داشته تا موضوع تولید محتواهای جعلی با استفاده از هوش مصنوعی و دیپ فیک دربارهٔ زندگی خصوصی دیگران از جمله سلبریتی‌ها که حریم خصوصی افراد و زندگی آن‌ها را نابود می‌کند را مورد بررسی قرار دهد.
جوآن آدم بدی است واکنش مثبت منتقدان را در پی داشت.

## داستان
جوآن، زنی جوانی است که به عنوان مدیر اجرایی در یک شرکت فناوری مشغول به کار است. زندگی زناشویی او دچار رخوت شده و چندان خوب پیش نمی‌رود. بعد از یک روز سخت کاری که در طی آن جوآن مجبور می‌شود یک کارمند را اخراج کند، دوست پسر قدیمی جوآن به او پیام داده و با اصرار زیاد، وی را برای شام دعوت می‌کند. جوآن سر قرار رفته اما پشیمان شده و به خانه بازمی‌گردد. در اواخر شب و هنگامی که جوآن و نامزدش قصد تماشای یک سریال از طریق یک پلتفرم اینترنتی را دارند، با مجموعه تلویزیونی جدیدی به نام «جوانا آدم بدی است» مواجه می‌شوند که «سلما هایک» نفش اصلی آن را بازی کرده‌است. سریالی که همه چیز آن، از عنوانش گرفته تا گریم شخصیت اصلی و وقایعش دقیقاً مو به مو از زندگی خود جوآن ساخته شده‌است. این شروع کابوسی است که جوآن پایانی برای آن متصور نیست.